# Antugnac
Antugnac é uma comuna francesa na região administrativa de Occitânia, no departamento de Aude. Estende-se por uma área de 9,49 km². Em 2010 a comuna tinha 270 habitantes (densidade: 28,5 hab./km²).